# Sopa de sangre de pollo y pato
La sopa de sangre de pollo y pato (chino: 鸡鸭血汤; pinyin: jī yā xiě tāng) es un plato de sangre basado en la sopa de Shanghái, que utiliza la sangre de pollo y pato como ingrediente principal. Creado por Xu Fuquan, un vendedor ambulante de Shanghái, y descrito como de sabor agrio y picante, el plato se considera un alimento saludable con valor medicinal en Shanghái.

## Historia
La sopa de sangre de pollo y pato fue inventada por el poco conocido vendedor ambulante shanghainés Xu Fuquan, que elaboró el plato mezclando sangre caliente de pollo y pato con la cabeza y las patas de un pollo, antes de hervirlo en una olla de hierro, a la que apodó "vaca de metal". En 1973, durante su visita a Shanghái, el entonces rey de Camboya Norodom Sihanouk probó la sopa de sangre de pollo y pato y, al parecer, disfrutó mucho del plato, consumiendo innumerables cuencos.

## Preparación y descripción
La sopa se hace hirviendo la sangre de pollo y pato, junto con un puñado de órganos de pollo y otras partes del cuerpo. La sopa de sangre de pollo y pato se describe con un sabor agridulce. En Shanghái, este plato se considera un alimento saludable con valor medicinal.

## Impacto cultural
La sopa de sangre de pollo y pato es tan famosa en Shanghái que una fuente llega a calificarla de icono cultural de la ciudad. Se vende sobre todo en el Templo del Dios de la Ciudad de Shanghái. Kellie Schmitt de CNN describe el plato como una de las "comidas más extrañas de Shanghai", aunque añade que "sabe mejor de lo que parece".